# Károlyváros megye
Károlyváros megye (horvátul: Karlovačka županija) Horvátország középső részén fekszik, székhelye Károlyváros.

## Fekvése
Károlyváros megye Közép-Horvátországban fekszik, 3622 km2 területével az ország nagyobb területű megyéi közé tartozik. Központi elhelyezkedése, a rajta átmenő forgalom miatt az ország egyik legfontosabb megyéje, hiszen az ország déli és északi része közötti utak és vasutak mind itt haladnak keresztül.

## Közigazgatás
A megyét 7 város és 17 község alkotja, melyek a következők: ↑ Dzs.hr: 
Városok:
- Hosszúrésza (Duga Resa)
- Károlyváros (Karlovac)
- Ogulény (Ogulin)
- Szluin (Slunj)
- Ozaly (Ozalj)

Községek:
- Barilovics (Barilović)
- Boszilyó (Bosiljevo)
- Cetinvár (Cetingrad)
- Draganics (Draganić)
- Generálsztol (Generalski Stol)
- Józsefbánya (Josipdol)
- Kamanye (Kamanje)
- Kernyák (Krnjak)
- Laszinya (Lasinja)
- Netretics (Netretić)
- Plaske (Plaški)
- Rakovice (Rakovica)
- Ribnok (Ribnik)
- Szaborszkó (Saborsko)
- Túny (Tounj)
- Vojnics (Vojnić)
- Zsakanye (Žakanje)